# ماركو فريدل
ماركو فريدل (بالألمانية: Marco Friedl) (ولد 16 مارس 1998 في النمسا) هو لاعب كرة قدم نمساوي في مركز الدفاع. لعب مع بايرن ميونخ.

## وصلات خارجية
- ماركو فريدل على موقع الاتحاد الدولي (مؤرشف)  (الإنجليزية)
- ماركو فريدل على موقع الاتحاد الأوربي (الإنجليزية)
- ماركو فريدل على موقع إي إس بي إن إف سي (الإنجليزية)
- ماركو فريدل على موقع قاعدة بيانات كرة القدم.إي يو (الإنجليزية)
- ماركو فريدل على موقع بيانات كرة القدم. دي إي (الألمانية)
- ماركو فريدل على موقع ناشيونال فوتبول تيمز (الإنجليزية)
- ماركو فريدل على موقع Soccerbase.com (لاعب) (الإنجليزية)
- ماركو فريدل على موقع Soccerway.com (الإنجليزية)
- ماركو فريدل على موقع عالم كرة القدم.نت (الإنجليزية)